# Ladislav Mácha (voják)
Štábní kapitán dělostřelectva Ladislav Mácha (14. října 1903 Nová Bělá – 24. září 1942 Věznice Plötzensee) byl důstojník československé armády a odbojář z období druhé světové války popravený nacisty.

## Život
Ladislav Mácha se narodil 14. října 1903 v Nové Bělé, která je dnes ostravskou městskou částí. Mezi lety 1923 a 1925 studoval na Vojenské akademii v Hranicích. Po krátké epizodě u dělostřeleckého pluku 8 byl ještě v roce 1925 převelen na Podkarpatskou Rus. Zde strávil deset let, poté byl převelen na Slovensko. V roce 1938 byl velitelem zbrojního parku 56. Po německé okupaci a rozpuštění armády pracoval jako aktuárský tajemník státního gymnázia v Ostravě.

## Protinacistický odboj
Ladislav Mácha se po německé okupaci zapojil do struktur Obrany národa. V červnu 1939 se stal velitelem okresu Moravská Ostrava a zástupcem velitele kraje Moravská Ostrava, v srpnu 1939 pak velitelem samotným. Spolupodílel se na organizaci okresních okresních organizací Obrany národa. Po obdržení rozkazu začal v říjnu 1939 organizovat i civilní skupinu sloužící k získávání finančních prostředků a také odborníků pro řízení úřadů a průmyslových podniků po případném úspěšném převratu. Za svou činnost byl zatčen gestapem 30. listopadu 1939 v budově gymnázia, kde pracoval. Byl odsouzen k trestu smrti a 24. září 1942 popraven gilotinou v berlínské věznici Plötzensee.